# Theodor Beise
Theodor Heinrich Beise (* 6. Januarjul. / 18. Januar 1818greg. in Riga, Gouvernement Livland; † 15. Julijul. / 27. Juli 1878greg. in Dorpat, Gouvernement Livland) war ein deutschbaltischer Jurist und Autor. Von 1851 bis 1869 wirkte Beise als Syndikus der Kaiserlichen Universität Dorpat.

## Leben
Theodor Beise studierte 1835 bis 1838 Rechtswissenschaft an der Kaiserliche Universität Dorpat. 1838 und 1839 war er als Beamter in der Kanzlei des Generalgouvernements tätig und von 1839 bis 1851 Hofgerichts- und Ratsadvokat. 1851 bis 1869 war er Syndikus der Universität in Dorpat im Range eines Staatsrates. 1853 promovierte er an der Universität Jena zum Dr. phil. 1859 bis 1860 war er Redakteur der Zeitschrift „Das Inland“.
1860 bis 1861 führte Beise als Präsident die Gelehrte Estnische Gesellschaft. Er war Sekretär der Gesellschaft für Geschichte und Altertumskunde der Ostseeprovinzen Russlands.

## Schriften
- Die Kaiserliche Universität Dorpat während der ersten fünfzig Jahre ihres Bestehens und Wirkens. Denkschrift zum Jubelfeste am 12. und 13. December 1852. Schünmann, Dorpat 1852.
- Beitrag zur Geschichte der ältesten Universität Dorpat. In: Mittheilungen aus dem Gebiete der Geschichte Liv-, Ehst- und Kurlands, Bd. 8 (1855), S. 146–191.
- Allgemeines Schriftsteller- und Gelehrten-Lexikon der Provinzen Livland, Esthland und Kurland. Nachträge und Fortsetzungen (unter Mitwirkung von Karl Eduard von Napiersky). Steffenhagen, Mitau
  - Bd. 1: A–K, 1859
  - Bd. 2: L–Z, 1861
- Album Dorpato-Livonorum. Livonia, Dorpat 1875.
- Das Ereigniß in Dorpat am 8. Januar 1472 und die Gründung des Klosters Petschur als Folge Desselben. Dorpat 1876.
- Die Romanow-Galerie in der Kaiserlichen Eremitage. Dorpat 1876.